# Riu Avonmore
El riu Avonmore (en irlandès: Abhainn Mór, que significa "riu gran"), també conegut com a Abhainn Dé (lletrejat Abhainn Dea) flueix des del llac Dan a les muntanyes Wicklow a l'oest de Roundwood. Flueix en general cap al sud durant uns 30 quilòmetres abans d'unir-se al  Avonbeg al lloc nomenat «Trobada de les Aigües» per formar el riu Avoca, que alhora desemboca en el Mar d'Irlanda a Arklow.
Aigua avall del llac Dan, l'Avonmore arriba al poble de Annamoe on és creuat per la carretera R755 regional. A partir d'aquí descendeix a Laragh i cap avall per una vall molt boscosa fins Rathdrum. Prop de Rathdrum passa pels terrenys d'Avondale House, antiga residència de Charles Stewart Parnell.